# Te Anau
Te Anau – jezioro w Nowej Zelandii, położone na Wyspie Południowej. Przy powierzchni 344 km² jest największym jeziorem na tej wyspie i drugim co do powierzchni (po jeziorze Taupō) w całej Nowej Zelandii. Jest także największym co do objętości zbiornikiem wodnym w całej Australazji.
Jezioro rozciąga się generalnie w linii północ-południe, na długości 65 km, jednak posiada bardzo rozbudowana linię brzegową. M.in. w jego zachodnim brzegu istnieją trzy głęboko wcinające się w ląd (do ok. 19 km) zatoki o charakterze fiordów: North Fiord, Middle Fiord i South Fiord. U wylotu środkowego fiordu znajduje się szereg niewielkich wysepek.
Lustro jeziora leży na wysokości 210 m n.p.m. Jego maksymalna głębokość wynosi 417 m co znaczy, że jego dno jest kryptodepresją (leży 226 m poniżej poziomu morza).
Rzeki wpływające: Waiau, rzeki wypływające: Clinton i Eglinton.
Większość obszaru jeziora leży w granicach Fiordland National Park oraz w granicach obszaru Te Wahipounamu wpisanego na listę światowego dziedzictwa UNESCO.

## Galeria

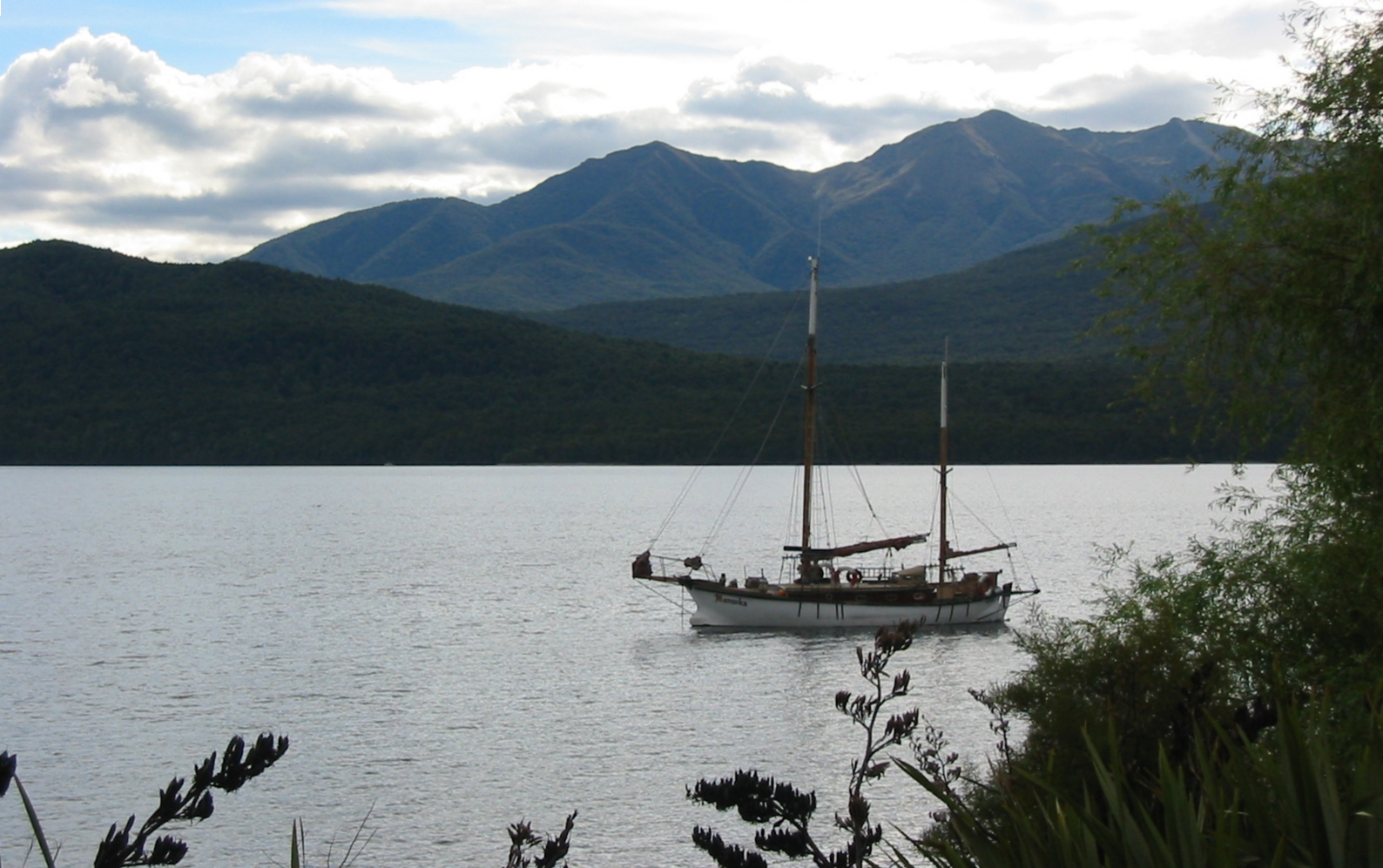
Jezioro Te Anau
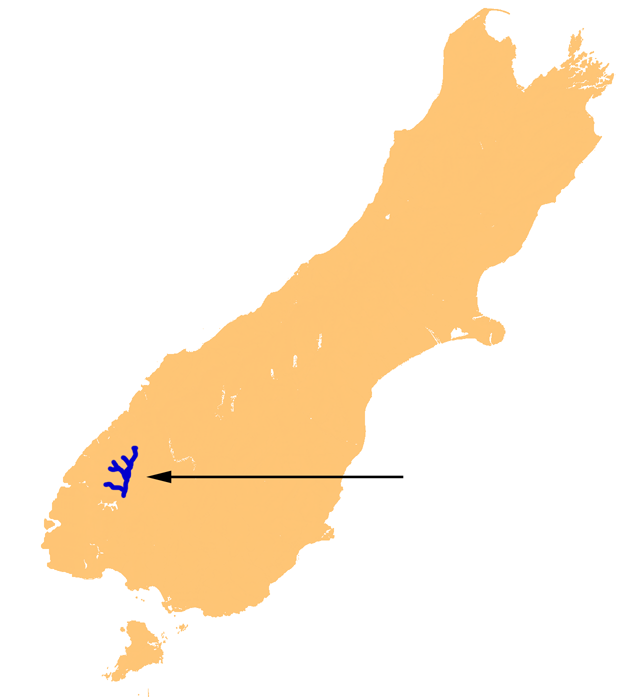
Położenie Te Anau